# Bathyconchoecia septemspinosa
Bathyconchoecia septemspinosa is een mosselkreeftjessoort uit de familie van de Halocyprididae. De wetenschappelijke naam van de soort is voor het eerst geldig gepubliceerd in 1970 door Angel.